# Grace Jackson
Grace Jackson (Saint Ann, 14 juni 1961) is een voormalige Jamaicaanse sprintster, die gespecialiseerd was op de 100 m en de 200 m. Ze nam driemaal deel aan de Olympische Spelen en won hierbij één medaille.

## Loopbaan
Haar eerste succes behaalde Jackson in 1978 door bij de Centraal-Amerikaans en Caribisch jeugdkampioenschappen het onderdeel hoogspringen te winnen. Op de wereldindoorkampioenschappen van 1987 in Indianapolis behaalde ze een bronzen medaille op de 200 m. Met een tijd van 23,21 finishte ze achter Heike Drechsler (goud; 22,27) en Merlene Ottey (zilver; 22,66). Twee jaar later werd ze bij dezelfde kampioenschappen tweede, opnieuw achter Merlene Ottey. Op de Amerikaanse kampioenschappen 1987 in San José behaalde ze een derde plaats en in 1990 in Norwalk werd ze eerste.
In 1984 maakte Jackson haar olympisch debuut op de Olympische Spelen van Los Angeles. Ze nam er deel aan vier atletiekonderdelen, te weten: 100 m (vijfde), 200 m vijfde), 4 x 100 m estafette (achtste) en 4 x 400 m estafette (vijfde).
Haar beste prestatie behaalde Jackson op de Olympische Spelen van 1988 in Seoel door zilver te winnen op de 200 m. Met een tijd van 21,72 finishte ze achter de Amerikaanse Florence Griffith-Joyner (goud; 21,34) en voor de Duitse Heike Drechsler (brons; 21,95).
Grace Jackson werd tweemaal uitgeroepen tot Jamaicaans sportvrouw van het jaar (1986, 1988).

## Titels
- Jamaicaans kampioene 100 m - 1984
- Jamaicaans kampioene 200 m - 1984, 1986, 1988, 1989, 1991
- Centraal-Amerikaans en Caribisch kampioene 200 m - 1989
- Centraal-Amerikaans en Caribisch jeugdkampioene hoogspringen - 1978

## Persoonlijke records
Outdoor
| Onderdeel | Prestatie | Datum             | Plaats |
| --------- | --------- | ----------------- | ------ |
| 200 m     | 21,72 s   | 29 september 1988 | Seoel  |
| 400 m     | 49,57 s   | 10 juli 1988      | Nice   |

Indoor
| Onderdeel | Prestatie | Datum        | Plaats    |
| --------- | --------- | ------------ | --------- |
| 200 m     | 22,95 s   | 4 maart 1989 | Boedapest |

## Palmares

### 100 m
- 1984: 5e Olympische Spelen van Los Angeles - 11,39 s
- 1988: 4e Olympische Spelen van Seoel - 10,97 s

### 200 m
- 1983: 5e WK - 22,63 s
- 1984: 5e Olympische Spelen van Los Angeles - 22,20 s
- 1987:  WK indoor - 23,21 s
- 1988:  Olympische Spelen van Seoel - 21,72 s
- 1989:  WK indoor - 22,95 s
- 1992: 6e Olympische Spelen van Barcelona - 22,58 s

### 4 x 100 m
- 1984: 8e Olympische Spelen van Los Angeles - 53,54 s
- 1988: DNF OS van Seoel

### 4 x 400 m
- 1984: 5e Olympische Spelen van Los Angeles - 3.27,51

## Onderscheidingen
- Jamaicaans Sportvrouw van het jaar - 1986, 1988